# 頬袋
頬袋（、英: cheek pouch）は、いくつかの哺乳類で、顎と頬の間、顔の両側にあるポケットである。頬嚢（）とも。

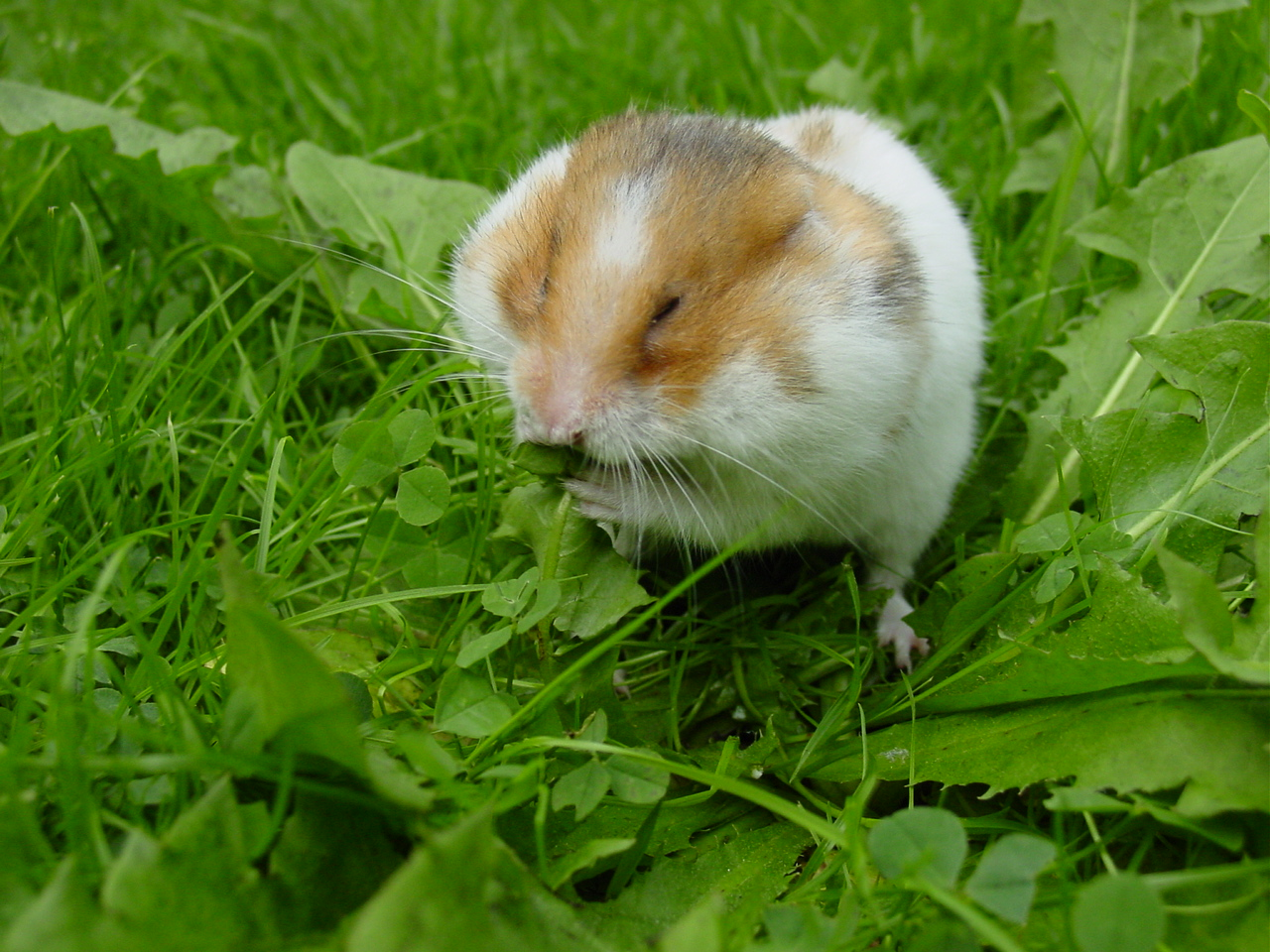
葉で頬袋を一杯にしたゴールデンハムスター

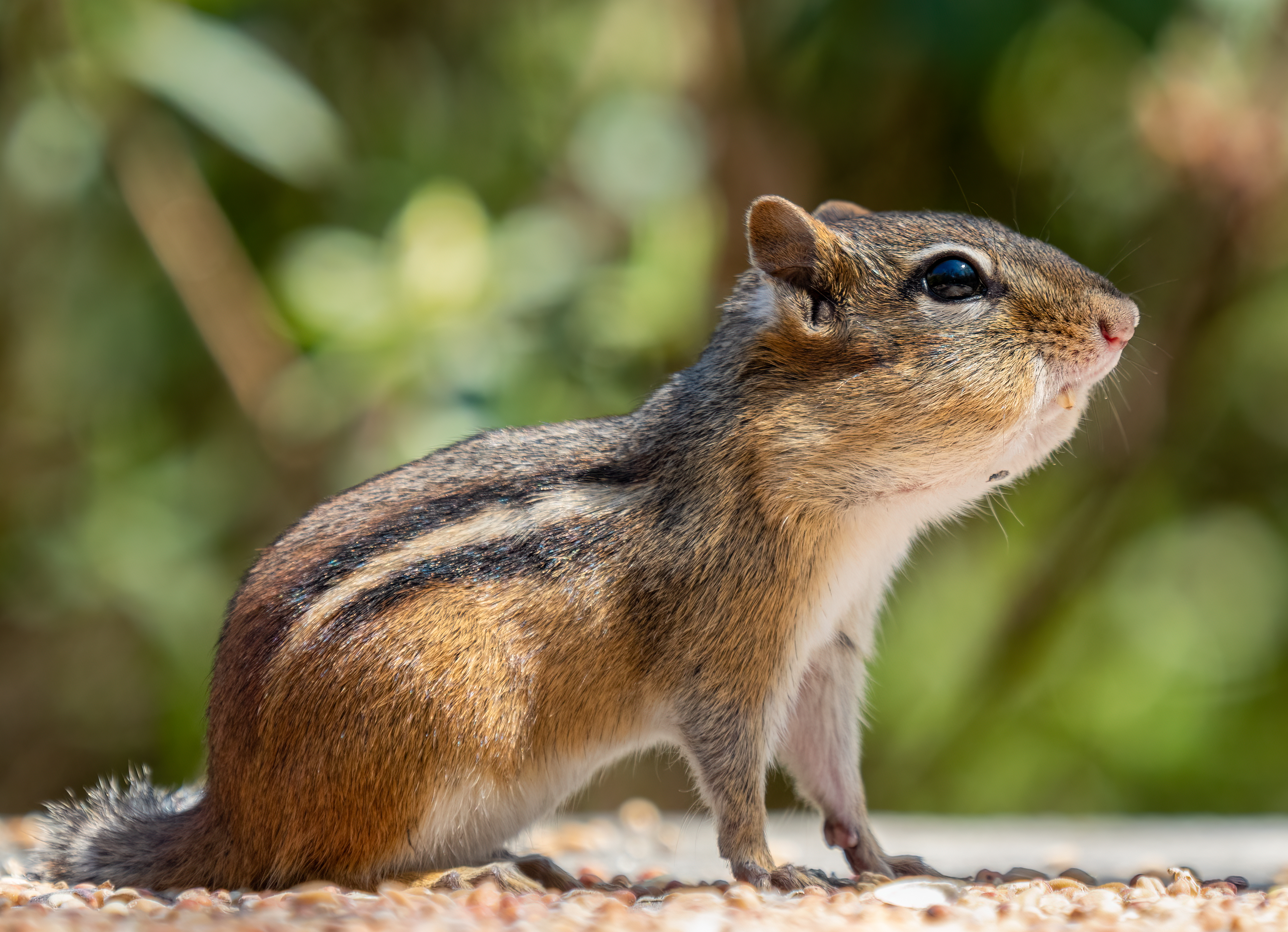
頬袋を見せるシマリス

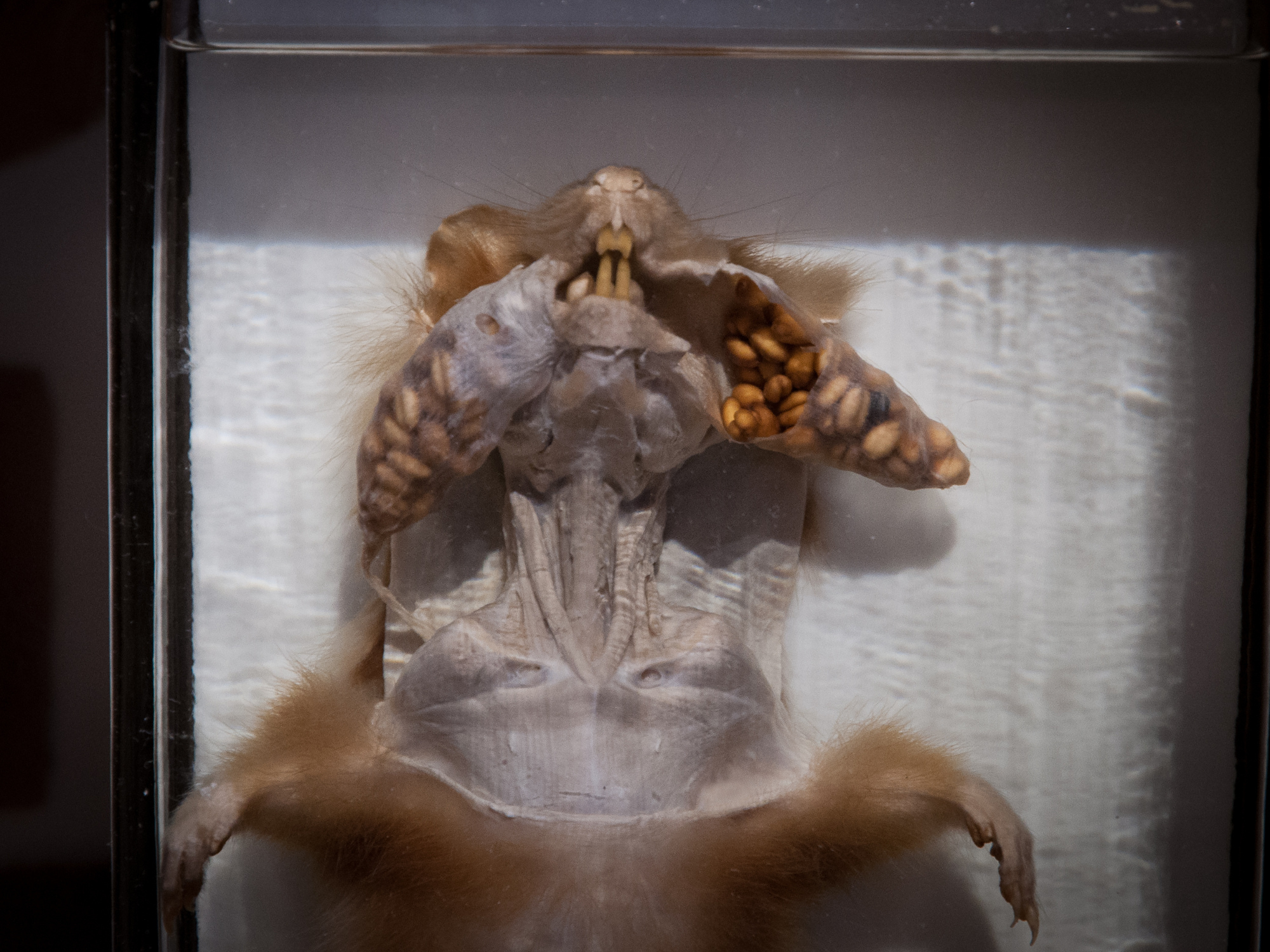
クロハラハムスターの頬袋

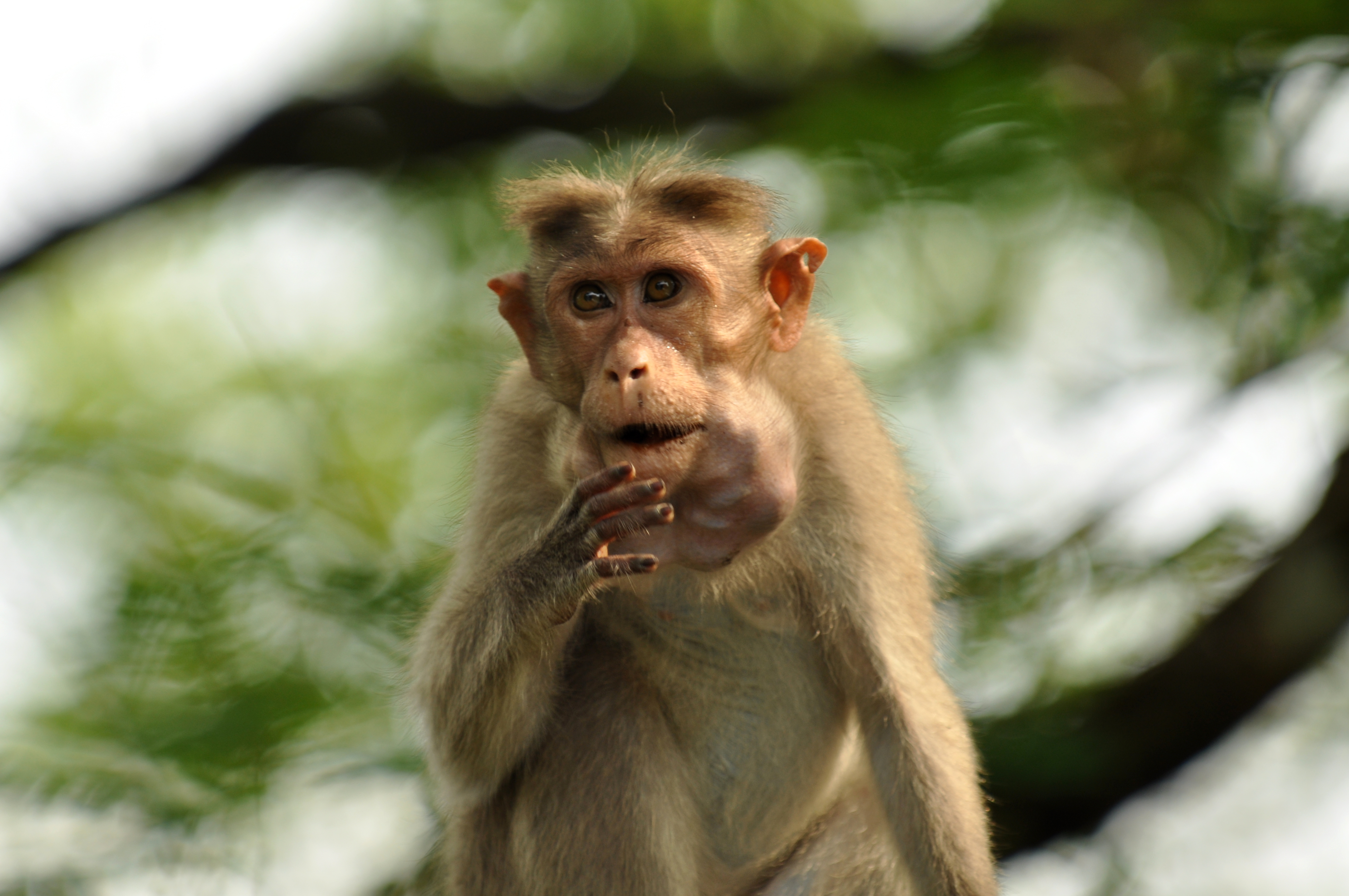
果物の詰まったボンネットマカクの頬袋

有袋類カモノハシ、ある種のネズミ、多くのサル等の哺乳類が持つ。シマリスの頬袋は、最大に膨らんだ時には、身体と同じくらいの大きさにまでなる。

## 機能
頬袋は、口の両側のフランジの厚みの中にある。サルは口腔内に開いた頬袋を持つ。ハムスターの頬袋は非常に発達しており、口から肩にかかるまでの大きさになる。
頬袋にはいくつかの役割がある。これにより、頬張って素早く食糧を集めることが可能になる他、一次的な貯蔵場所にもなる。オナガザル亜科のサルは、より消化された食物を貯蔵する。食糧を一旦頬袋に入れることで、巣まで安全に運ぶことができる。ハムスターのメスは、危険が迫った時には子を頬袋に入れて運ぶことがある。また、泳ぐ時に頬袋に空気を貯めるハムスターもいる。

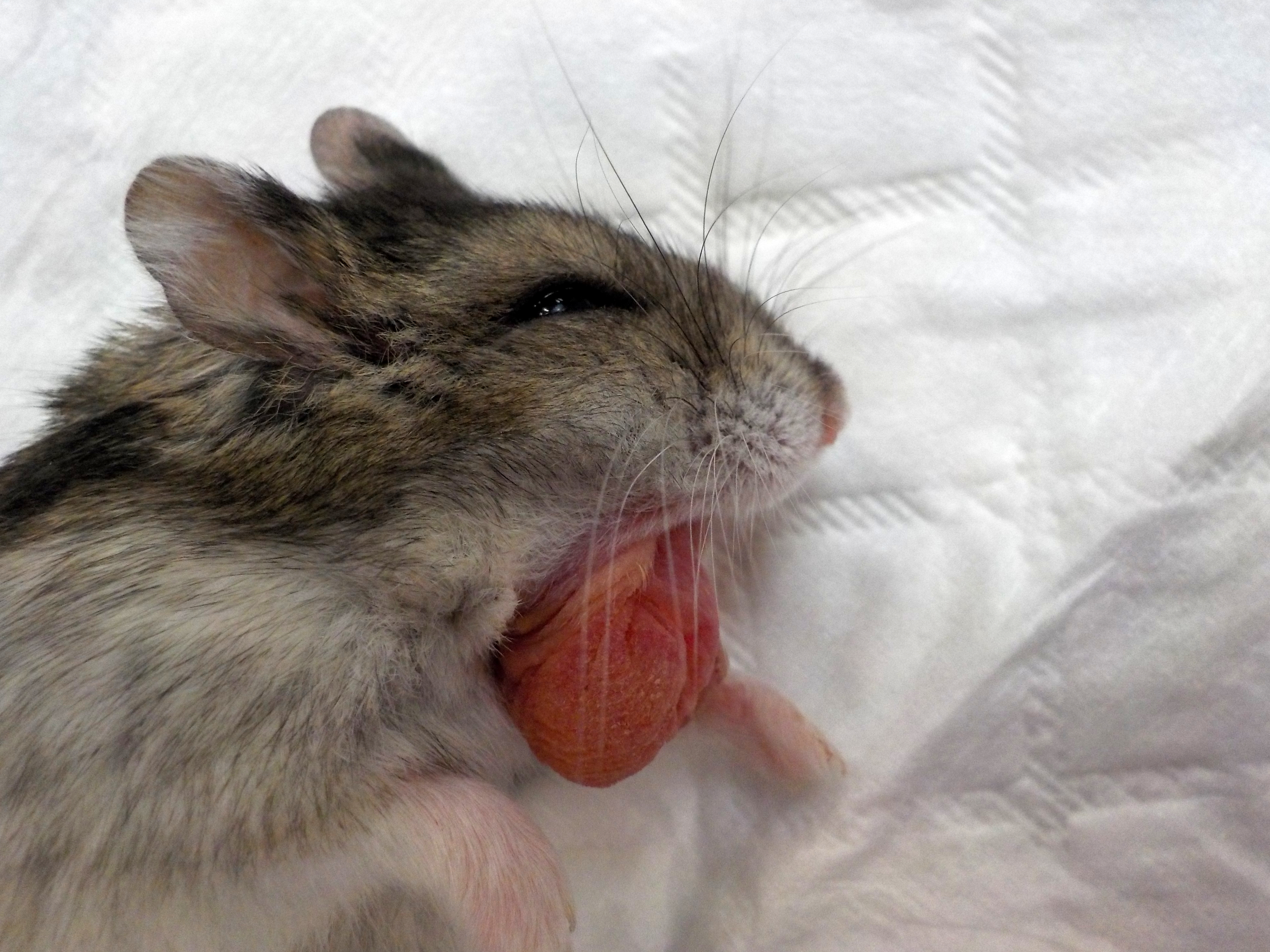
麻酔で取り出したドワーフハムスターの頬袋

頬袋は、中に入れた鋭いものや喧嘩がきっかけで感染して膿瘍ができ、これが貯蔵された食物のように見えることもある。膿瘍が破裂して中の膿汁が皮膚から吸収されると、敗血症となって毒素で死亡する。また頬袋は、外側に向けて裏返すこともできる。
ハムスターの頬袋は、血管膜と治癒についてより理解するために実験室で研究されている。また免疫系、特に膿瘍や腫瘍の発生の研究にも有用である。

## 例

### シマリス
シマリスは大きな頬袋を持ち、食物を運ぶことができる。これらの頬袋は、最大限伸びると、体長と同じくらいの大きさになる。

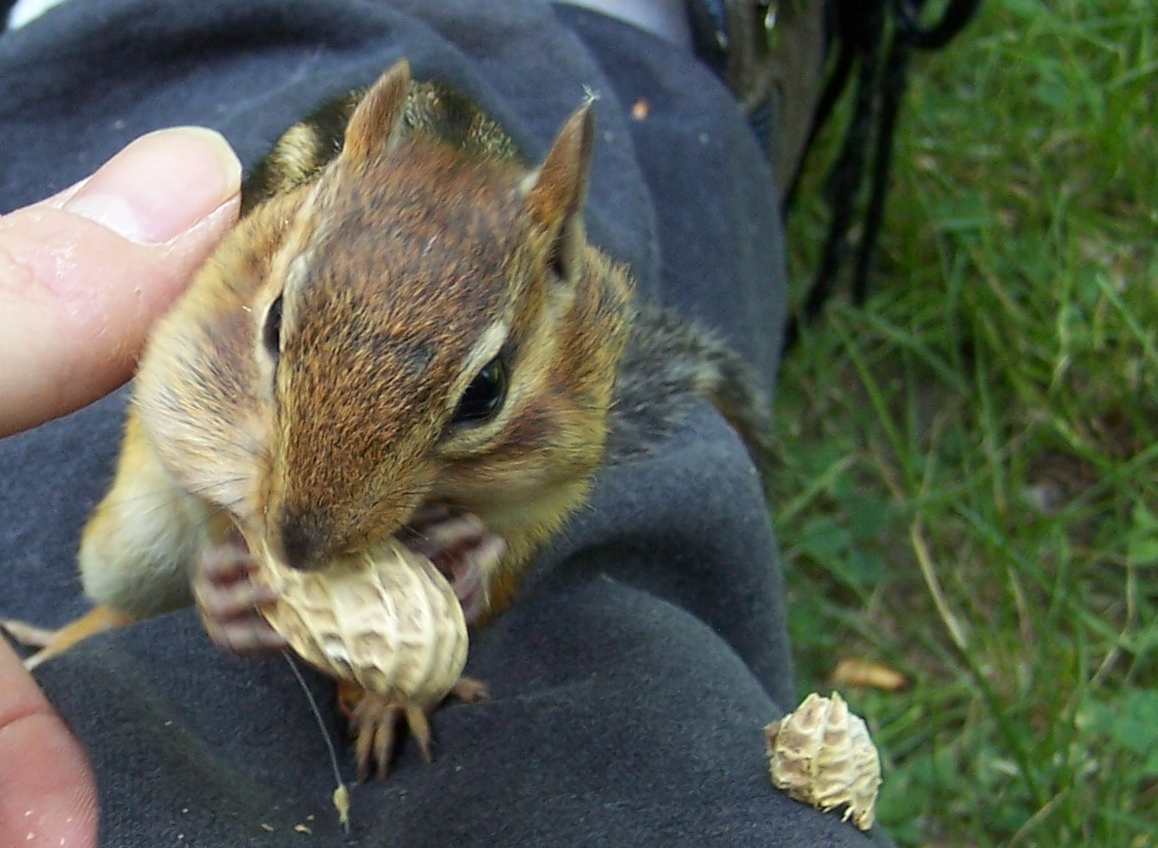
頬袋に半分まで入ったラッカセイ
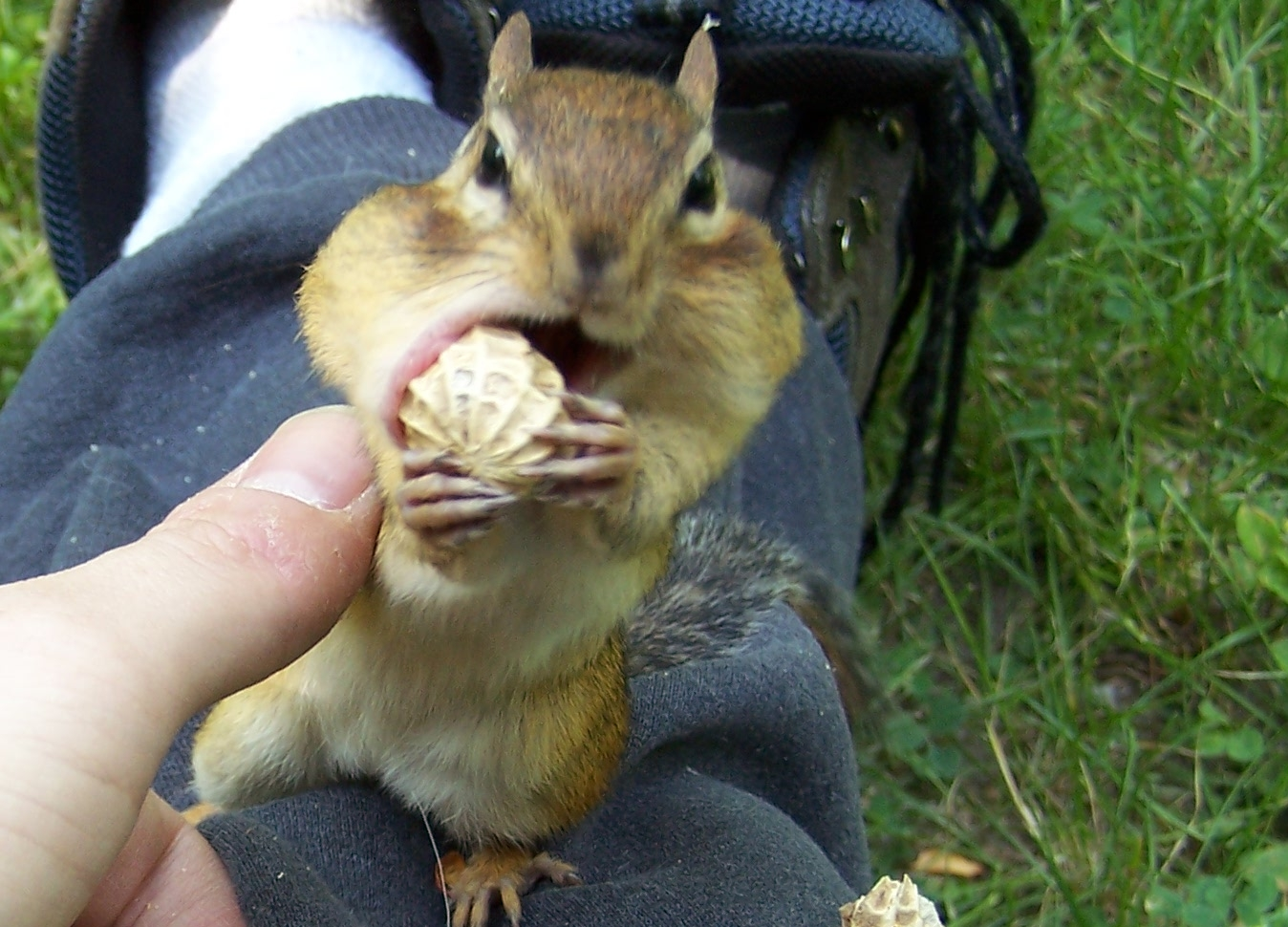
貯蔵中のラッカセイ
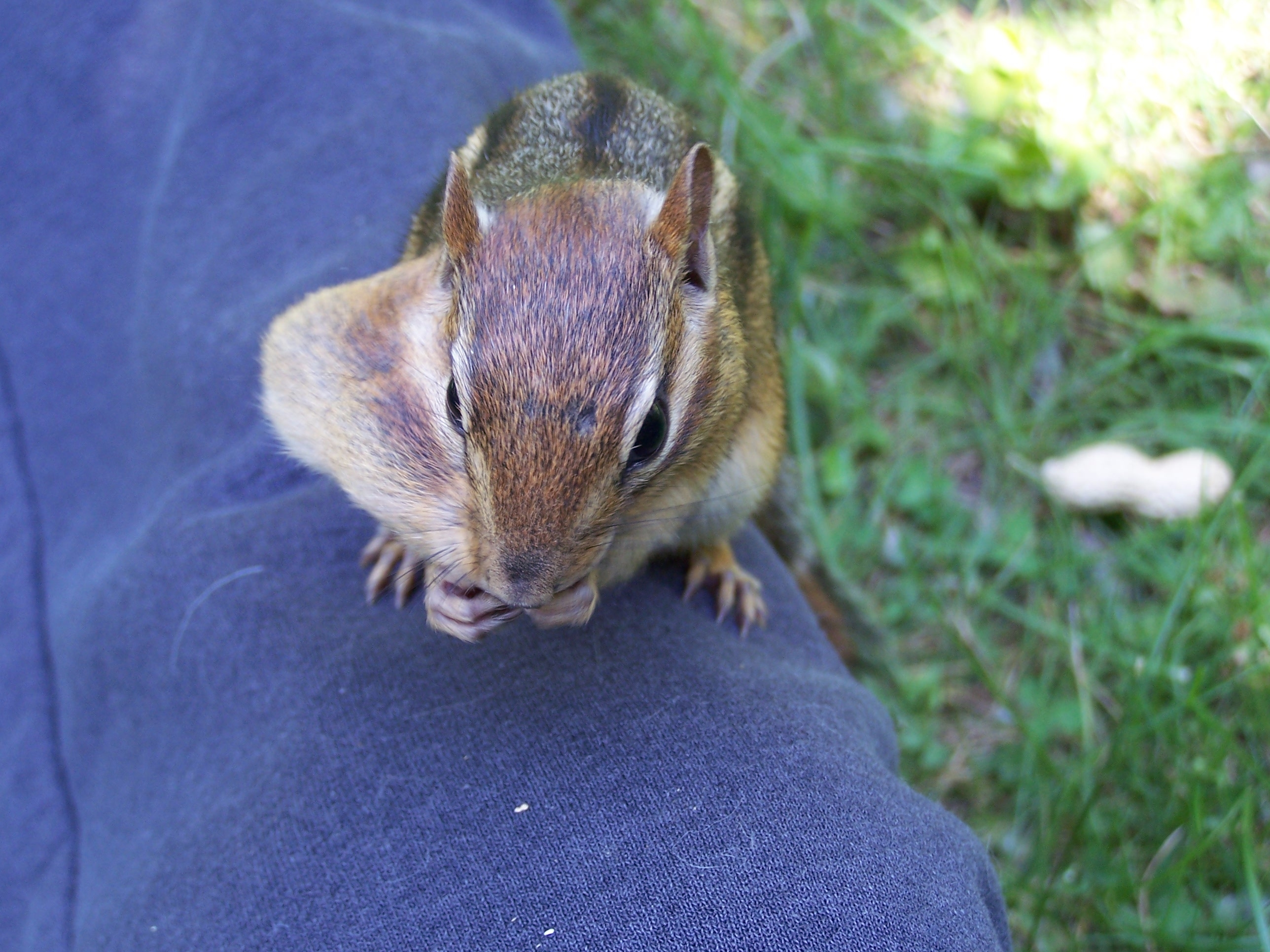
頬袋に入りかけのラッカセイ
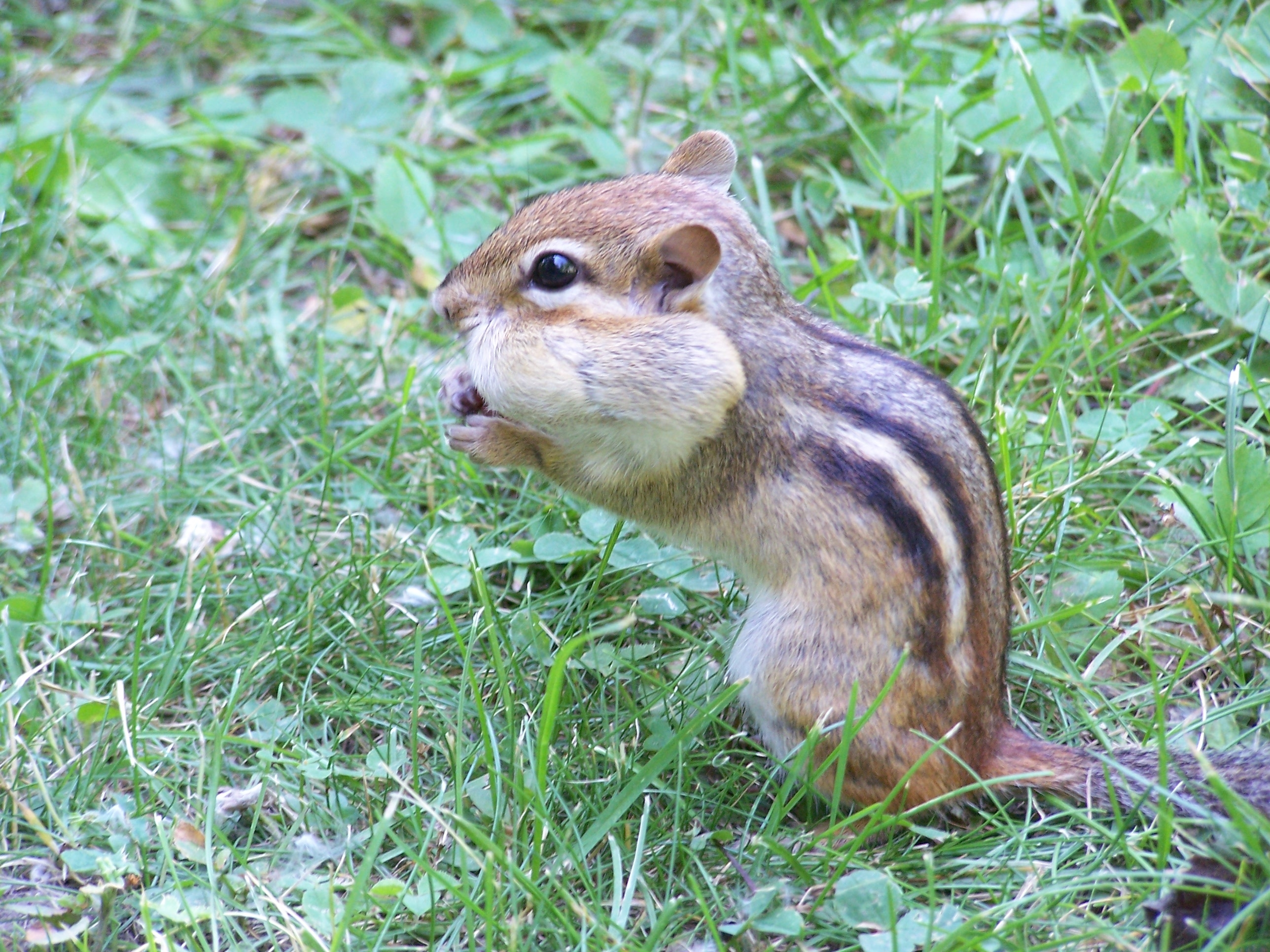
ラッカセイで膨らんだシマリスの頬袋

### ハムスター
ハムスターの特徴的な行動の1つに、食物の貯蔵がある。ハムスターは、頬袋を用いて、地下の貯蔵庫まで食物を運ぶ。ハムスターは、「文字どおり、顔を食物で満たすことができる」。一杯になると、ハムスターの顔の大きさは2倍から3倍になる。

### カモノハシ
カモノハシは、口先で川床を掘ったり、泳ぎながら捕まえたりして、環形動物、幼虫、淡水エビ、ザリガニ等を食べる。水面で食事をする場所まで餌を運ぶために頬袋を用いる。

### コウモリ
エティエンヌ・ジョフロワ・サンティレールは、ミゾコウモリ属のコウモリが開口部が小さく鼻涙管腔まで続く特殊な頬袋から空気を取り込み、皮膚を通じて組織に空気を取り込んでいることを記述した。また、ウオクイコウモリ、クロオヒキコウモリなどにも頬袋が見られる。